# NGC 240
NGC 240 est une vaste et lointaine galaxie lenticulaire située dans la constellation des Poissons. NGC 240 a été découverte par l'astronome américain Lewis Swift en 1886.

## Caractéristiques
Sa vitesse par rapport au fond diffus cosmologique est de 11 898 ± 57 km/s, ce qui correspond à une distance de Hubble de 175 ± 12 Mpc (∼571 millions d'al).
En raison d'une brillance de surface égale à 14,10 mag/am2, on peut qualifier NGC 240 de galaxie à faible brillance de surface (LSB en anglais pour low surface brightness). Les galaxies LSB sont des galaxies diffuses (D) avec une brillance de surface inférieure de moins d'une magnitude à celle du ciel nocturne ambiant. Cette galaxie est de taille considérable, avec un diamètre qui fait presque deux fois celui de la Voie lactée.